# Siarcza Łąka
Siarcza Łąka (prononciation : [ˈɕart͡ʂa ˈwɔŋka]) est un village polonais de la gmina de Kadzidło dans le powiat d'Ostrołęka de la voïvodie de Mazovie dans le centre-est de la Pologne.
Il se situe à environ 6 kilomètres au nord-ouest de Kadzidło (siège de la gmina), 25 kilomètres au nord-ouest d'Ostrołęka (siège du powiat) et à 120 kilomètres au nord de Varsovie (capitale de la Pologne).
Le village compte approximativement une population de 250 habitants en 2006.

## Histoire
De 1975 à 1998, le village appartenait administrativement à la voïvodie d'Ostrołęka.